# Paolo Savoldelli
Paolo Savoldelli   (Clusone, 7 de maig de 1973), és un exciclista italià professional de 1996 fins al 2008, que va guanyar dues vegades el Giro d'Itàlia.

## Biografia
Té el sobrenom Il Falco (el falcó) per les seves extraordinàries qualitats als descensos, és bon contrarellotgista i es defensa bé a les pujades. Va entrar al món del ciclisme professional el 1996 amb l'equip Roslotto-ZG Mobili, dirigit per Moreno Argentin i el 1998 va fitxar per l'equip Saeco.
Un any més tard van arribar els primers grans èxits: va guanyar el Giro del Trentino, el Trofeu Laigueglia i una etapa del Giro d'Itàlia, en què va quedar segon a la classificació general darrere el vencedor Ivan Gotti. En aquella edició també va tenir la maglia rosa durant una etapa, però no se la va voler posar per la desqualificació de Marco Pantani.
L'any 2000, després de guanyar el Tour de Romandia, es va lesionar el genoll en una caiguda i va haver de renunciar a córrer el Giro. A més, l'equip Saeco va decidir apostar per Gilberto Simoni, incitant Savoldelli a canviar d'equip i fitxar per l'Index Alexia.
Amb el seu nou equip va guanyar el Giro d'Itàlia de 2002, gràcies en part a les desgràcies que van patir els seus rivals: Stefano Garzelli i Gilberto Simoni van ser desqualificats per donar positiu en un control antidopatge; Dario Frigo va tenir problemes físics i es va retirar; Cadel Evans va tenir un defalliment provocat per la fam; Wladimir Belli va ser desqualificat per donar un cop de puny a un seguidor de Simoni; Tyler Hamilton va tenir grans dificultats a la crono final i Francesco Casagrande va ser desqualificat per llançar un altre ciclista a terra durant un esprint.
L'equip Team Telekom el va fitxar el 2003. Però a partir d'aquell moment, Savoldelli només va tenir mala sort: entre el febrer del 2003 i el gener del 2005 va patir moltes lesions: va caure mentre s'entrenava a Tenerife; va tenir un accident amb una moto durant un entrenament a Alemanya; es va trencar el canell durant la Rund um Köln, on també va sofrir un traumatisme cranial; finalment, li va explotar una roda mentre s'entrenava a Califòrnia i es va trencar la clavícula dreta.
Després de dos anys al Team Telekom, el 2005 va fitxar pel Discovery Channel, equip de Lance Armstrong. Va guanyar de nou el Giro d'Itàlia, i més tard va ajudar Armstrong a guanyar el Tour de França, en el qual va aconseguir una victòria d'etapa.
Es va classificar cinquè al Giro d'Itàlia 2006 després de vèncer al pròleg. Després d'aquesta temporada va fitxar pel Team Astana, equip nacional de facto del Kazakhstan.
El 2007 es va endur el pròleg del Tour de Romandia i una altra crono al Giro d'Itàlia, on va superar el seu company d'equip Eddy Mazzoleni i l'estatunidenc David Zabriskie.
A la temporada 2008 va córrer per l'equip LPR amb Danilo Di Luca, amb les grans voltes com a objectiu.

## Palmarès
- 1995
  - 1r del Trofeu Alcide De Gasperi
  - 1r de la Coppa della Pace
- 1997
  - Vencedor d'una etapa al Hofbrau Cup
- 1998
  - 1r del Giro del Trentino i vencedor d'una etapa
- 1999
  - 1r del Giro del Trentino i vencedor d'una etapa
  - 1r del Trofeu Laigueglia
  - Vencedor d'una etapa del Giro d'Itàlia
- 2000
  - 1r del Tour de Romandia i vencedor d'una etapa
  - Vencedor d'una etapa del Giro del Trentino
- 2001
  - Vencedor de 2 etapes del Tour de Romandia
- 2002
  -  1r del Giro d'Itàlia
- 2005
  -  1r del Giro d'Itàlia i vencedor d'una etapa
  - 1r del GP Formaggi Guffanti
  - Vencedor d'una etapa al Tour de França
- 2006
  - Vencedor d'una etapa del Giro d'Itàlia
  - Vencedor d'una etapa del Tour de Romandia
- 2007
  - 1r a Horgen
  - Vencedor d'una etapa del Giro d'Itàlia
  - Vencedor d'una etapa del Tour de Romandia

### Resultats al Giro d'Itàlia
- 1997. 13è de la classificació general
- 1998. 9è de la classificació general
- 1999. 2n de la classificació general. Vencedor d'una etapa
- 2000. 24è de la classificació general
- 2001. 14è de la classificació general
- 2002.  1r de la classificació general
- 2005.  1r de la classificació general. Vencedor d'una etapa
- 2006. 5è de la classificació general. Vencedor d'una etapa
- 2007. 12è de la classificació general. Vencedor d'una etapa
- 2008. 15è de la classificació general

### Resultats al Tour de França
- 1996. 33è de la classificació general
- 1999. Abandona (10a etapa)
- 2000. 41è de la classificació general
- 2005. 25è de la classificació general. Vencedor d'una etapa
- 2006. Abandona (12a etapa)
- 2007. Abandona (16a etapa)

### Resultats a la Volta a Espanya
- 1998. Abandona (11a etapa)
- 2001. Abandona (11a etapa)
- 2002. No surt (5a etapa)